# Bombus formosellus
Bombus formosellus là một loài Hymenoptera trong họ Apidae. Loài này được Frison mô tả khoa học năm 1934.